# Fischversandbahnhof Cuxhaven
Der ehemalige Fischversandbahnhof Cuxhaven in der niedersächsischen Kreisstadt Cuxhaven, Neuenfelder Straße 12 und Am Bahnhof, im Landkreis Cuxhaven stammt aus dem 20. Jahrhundert. Der Bahnhof wurde 1998 stillgelegt und wird aktuell (2025) gastronomisch genutzt.
Die Anlage steht unter Denkmalschutz (siehe auch Liste der Baudenkmale in Cuxhaven).

## Geschichte und Beschreibung
Der erste Cuxhavener Fischversandbahnhof wurde 1908 an der Hafenstraße in Betrieb genommen. Er befand sich in der Nähe zu den fischverarbeitenden Betrieben östlich der Hallen III und IV am Alten Fischereihafen in der heutigen Präsident-Herwig-Straße. In der Versandhalle konnten auf über 200 m Gleis bis zu 26 Waggons gleichzeitig beladen werden. Nachdem die Kapazität dieses Bahnhofs nicht mehr ausreichte, wurden 1913 zwei Gleise verlängert, für bis zu 40 Waggons. 1935 wurde er zu einer Heringssalzerei umgebaut.

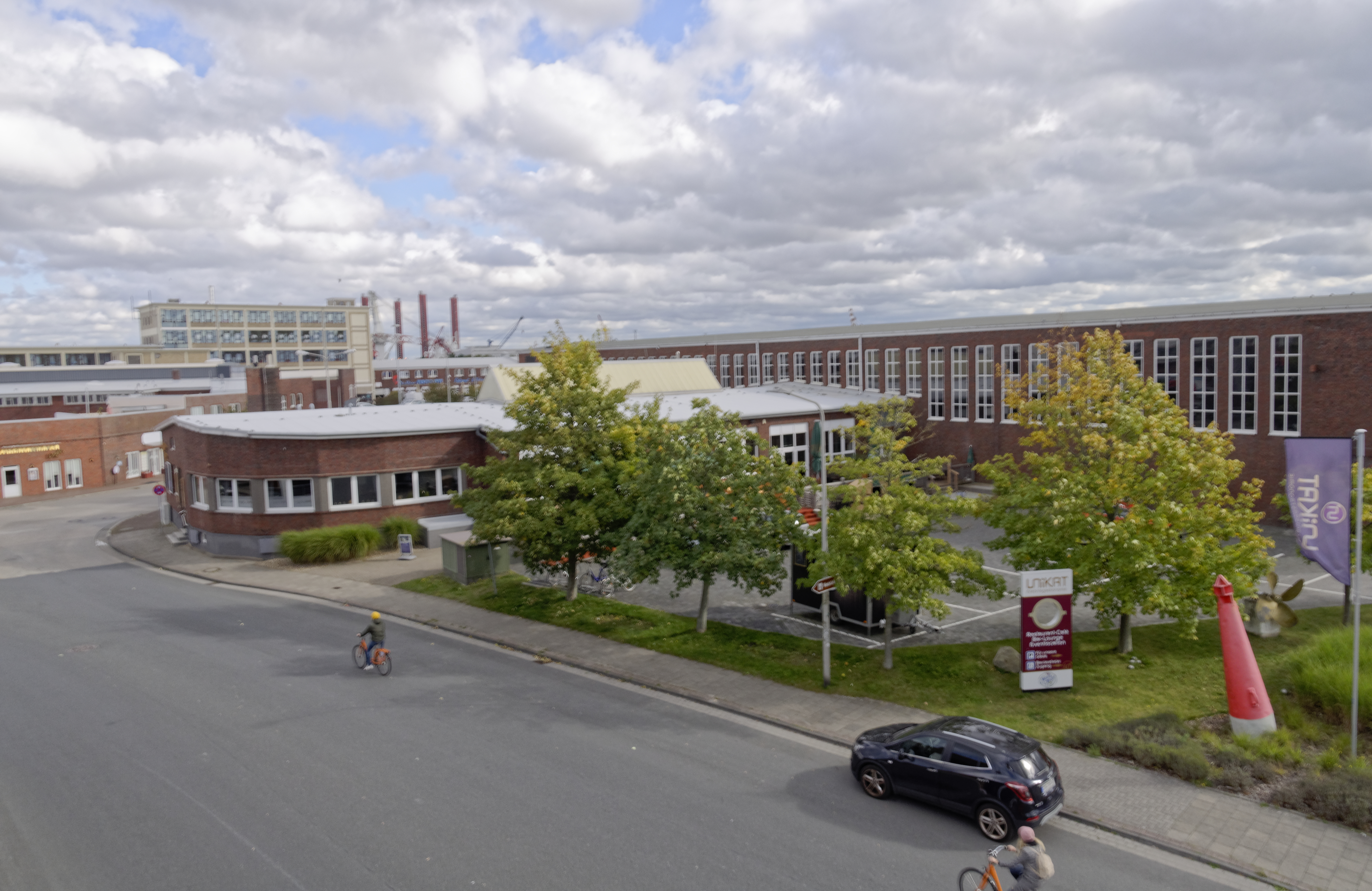
Fischversandbahnhof: Verwaltungsflügel

Der zweite langgestreckte verklinkerte Fischversandbahnhof mit flachem Satteldach und gleichmäßigen, schmalen und hohen Fensterbändern wurde 1935 von der Firma Wilhelm Behrens oHG an der Neufelder Straße gebaut. Er lag zwischen dem Personenbahnhof und dem Hafenbecken. Rechtwinklig dazu steht ein eingeschossiger Gebäudeteil mit Satteldach, mit in Werksteinen gefasstem, leicht zurückspringenden und über eine Treppe erreichbaren Eingang. Der Güterbahnhof mit Güterhalle hat als Dachkonstruktion ein hölzernes Sprengwerk sowie fünf doppelgleisige und 150 Meter lange Laderampen. Die Blütezeit erreichte er in den 1950er Jahren, als die Fischindustrie einen sehr großen Aufschwung nahm. 1976 wurden die Abteilungen Güterverkehr und Fischversandbahnhof der Bundesbahn vereinigt. 1980 erneuerte der Seefischmarkt die nun teilweise überdachten Gleisanlagen. Täglich wurden ein bis zwei Fischzüge abgefertigt. 1979, nach der Einweihung des RoRo-Terminals am Fährhafen, fand verstärkt auch Stückgutumschlag statt. Bis 1998 wurden die Waren aufwendig mit Trailern auf der Straße transportiert, vom oder zum drei Kilometer entfernten Hafenterminal (Fischereihafen Cuxhaven).
1998 wurden die neuen Mehrzweckterminals am Amerikahafen mit direkter Gleisanbindung fertig und der Fischversandbahnhof außer Betrieb genommen.
In dem Verwaltungsgebäude war seit 2000 das Museum der 50er Jahre, das 2004 nach Bremerhaven umzog. Von 2006 bis 2007 befand sich in dem Gebäude eine Brauerei mit angeschlossener Gastronomie.
Das Landesdenkmalamt befand u. a.: „Der Höhepunkt der wirtschaftlichen Bedeutung der Hochseefischerei wurde in Cuxhaven kurz vor dem Zweiten Weltkrieg erreicht, der ehemalige Fischversandbahnhof gibt hiervon bis heute Zeugnis.“